# Konami's Golf
Konami's Golf is een computerspel dat in 1985 werd ontwikkeld door Konami. Het spel kwam als eerste in 1985 voor de MSX-computer. Hierna volgde de ZX Spectrum (1986) en de Amstrad CPC (1987). Het golfspel bestaat uit 19 holes, waarbij rekening gehouden moet worden met de richting, swing, wind en club. Er kan gespeeld worden met een of twee spelers.

## Platforms
| Jaar | Platform    |
| ---- | ----------- |
| 1985 | MSX         |
| 1986 | ZX Spectrum |
| 1987 | Amstrad CPC |

- Het spel maakte onderdeel uit van het compilatiespel Konami Antiques: MSX Collection Vol. 2 dat in 1998 uitkwam.
- Het spel kwam beschikbaar voor de Sega Saturn via het compilatiespel Konami Antiques MSX Collection Ultra Pack dat in 1998 uitkwam.